# 长春路街道 (洛阳市)
长春路街道，是中华人民共和国河南省洛陽市涧西区下辖的一个乡镇级行政单位。

## 行政区划
长春路街道下辖以下地区：
洛铜社区、长春社区、生活新境社区、嵩山社区和军安社区。